# Jamburejo
Jamburejo is een bestuurslaag in het regentschap Musi Rawas van de provincie Zuid-Sumatra, Indonesië. Jamburejo telt 1852 inwoners (volkstelling 2010).